# Natalija Krol
Natalija Ołeksandriwna Krol, z d. Pryszczepa (ukr. Наталія Олександрівна Кроль; ur. 11 września 1994 w Równem) – ukraińska lekkoatletka specjalizująca się w biegach średniodystansowych.
W 2013 zdobyła złoty medal w biegu na 1500 metrów podczas mistrzostw Europy juniorów w Rieti. W 2014 była dziesiąta podczas europejskiego czempionatu w Zurychu. Brązowa medalistka młodzieżowych mistrzostw Starego Kontynentu (2015). W 2016 została mistrzynią Europy na dystansie 800 metrów oraz dotarła do półfinału tej konkurencji podczas igrzysk olimpijskich w Rio de Janeiro.
Złota medalistka mistrzostw Ukrainy oraz reprezentantka kraju na drużynowych mistrzostw Europy.
W lutym 2020 wykryto w organizmie zawodniczki hydrochlorotiazyd – substancję niedozwoloną według przepisów WADA.

## Osiągnięcia
| Rok  | Impreza                                   | Miejsce        | Konkurencja    | Pozycja     | Wynik   |
| ---- | ----------------------------------------- | -------------- | -------------- | ----------- | ------- |
| 2011 | Mistrzostwa świata juniorów młodszych     | Lille          | bieg na 800 m  | półfinał    | 2:08,30 |
| 2012 | Mistrzostwa świata juniorów               | Barcelona      | bieg na 1500 m | eliminacje  | 4:29,00 |
| 2012 | Mistrzostwa Europy w biegach przełajowych | Budapeszt      | bieg juniorek  | 32. miejsce | 14:39   |
| 2013 | Mistrzostwa Europy juniorów               | Rieti          | bieg na 1500 m | 1. miejsce  | 4:18,51 |
| 2014 | Mistrzostwa Europy                        | Zurych         | bieg na 1500 m | 10. miejsce | 4:08,89 |
| 2015 | Młodzieżowe mistrzostwa Europy            | Tallinn        | bieg na 1500 m | 3. miejsce  | 4:06,29 |
| 2016 | Mistrzostwa Europy                        | Amsterdam      | bieg na 800 m  | 1. miejsce  | 1:59,70 |
| 2016 | Igrzyska olimpijskie                      | Rio de Janeiro | bieg na 800 m  | półfinał    | 1:59,95 |
| 2017 | Superliga drużynowych mistrzostw Europy   | Lille          | bieg na 1500 m | 3. miejsce  | 4:13,51 |
| 2018 | Mistrzostwa Europy                        | Berlin         | bieg na 800 m  | 1. miejsce  | 2:00,38 |
| 2018 | Puchar interkontynentalny                 | Ostrawa        | bieg na 800 m  | 4. miejsce  | 1:59,58 |
| 2019 | Superliga drużynowych mistrzostw Europy   | Bydgoszcz      | bieg na 800 m  | 5. miejsce  | 2:02,01 |
| 2019 | Superliga drużynowych mistrzostw Europy   | Bydgoszcz      | bieg na 1500 m | 8. miejsce  | 4:10,64 |
| 2019 | Mistrzostwa świata                        | Doha           | bieg na 800 m  | półfinał    | 2:01,24 |
| 2019 | Światowe wojskowe igrzyska sportowe       | Wuhan          | bieg na 800 m  | 1. miejsce  | 2:05,14 |
| 2019 | Światowe wojskowe igrzyska sportowe       | Wuhan          | bieg na 1500 m | 2. miejsce  | 4:26,63 |
| 2022 | Mistrzostwa Europy                        | Monachium      | bieg na 800 m  | półfinał    | 2:01,84 |
| 2023 | II dywizja drużynowych mistrzostw Europy  | Chorzów        | bieg na 800 m  | 1. miejsce  | 1:59,77 |
| 2023 | Mistrzostwa świata                        | Budapeszt      | bieg na 800 m  | eliminacje  | 2:01,62 |
| 2024 | Mistrzostwa Europy                        | Rzym           | bieg na 800 m  | eliminacje  | 2:02,87 |
| 2025 | I dywizja drużynowych mistrzostw Europy   | Madryt         | bieg na 1500 m | 15. miejsce | 4:22,10 |

## Rekordy życiowe
- Bieg na 800 metrów – 1:58,60 (2016)
- Bieg na 1500 metrów (stadion) – 4:06,29 (2015)
- Bieg na 1500 metrów (hala) – 4:22,38 (2013)